# Grimpa-soques del Planalto
El grimpa-soques del Planalto (Dendrocolaptes platyrostris) és una espècie d'ocell sud-americana pertanyent al gènere Dendrocolaptes. Pobla les selves tropicals i subtropicals del nord-est argentí, el Paraguai i el Brasil.